# Терещенко, Спиридон Васильевич
Спиридон Васильевич Терещенко (25 декабря 1909 года, Иркутская область — 3 октября 1943 года, Черниговская область) — командир отделения 196-го отдельного сапёрного батальона 81-й стрелковой дивизии 61-й армии Центрального фронта, сержант. Герой Советского Союза.

## Биография
Родился 25 декабря 1909 года в селе Карда, ныне посёлок Усть-Удинского района Иркутской области. Член ВКП(б) с 1943 года. Окончил начальную школу. Работал председателем колхоза.
В 1941 году призван в ряды Красной Армии. В боях Великой Отечественной войны с мая 1942 года. Воевал на Брянском и Центральном фронтах.
Командир сапёрного отделения сержант С. В. Терещенко прошёл с боями от Орловско-Курского выступа до Черниговщины, на этом большом пути нашёл и обезвредил около шестисот вражеских мин, в том числе мин-сюрпризов, которые противники, отступая, оставляли в самых неожиданных местах. Когда части дивизии подошли к Десне, сержант С. В. Терещенко и сапёры его отделения, быстро сориентировавшись, нашли лодки и местный материал для строительства плотов. Все это было хорошим подспорьем для переправы воинов на правый берег. За Десной он с отделением сапёров шёл в передовом отряде авангардного полка, ведя разведку. Продвигаясь к западной границе Черниговщины, сапёрное отделение С. В. Терещенко на быстро сколоченных плотах перевезло передовые группы полка через реку Снов, а где были топкие места — успели загатить их. По дороге к Днепру, до которого оставалось около 40 километров, С. В. Терещенко обнаружил минное поле. Со свойственным ему бесстрашием, чему он научил и своих подчинённых, обезвредил 46 вражеских мин, обезопасив путь частям соединения.
В конце сентября части дивизии сосредоточились недалеко от хутора Змеи Репкинского района Черниговской области. Отсюда в ночь на 3 октября 1943 года они должны были на лодках форсировать Днепр. Сержант С. В. Терещенко был назначен старшим над гребцами большой лодки. Ночью под ураганным огнём врага началась переправа. Река кипела от разрывов. Хоть и с большими трудностями, но десант был высажен. Наши уже в траншеях врага. Противники яростно сопротивлялись, цепляясь за каждый метр правобережной земли. Десантникам нужна была помощь и людьми и боеприпасами. С. В. Терещенко делал рейс за рейсом через огненный Днепр. До рассвета он доставил на правый берег 130 человек с оружием и боеприпасами и 8 станковых пулемётов. Обратными рейсами переправил 68 раненых.
Во время восемнадцатого рейса осколки разорвавшегося в воде снаряда оборвали жизнь отважного сапёра сержанта Спиридона Васильевича Терещенко. Похоронен в братской могиле в селе Коробки Репкинского района Черниговской области.
Указом Президиума Верховного Совета СССР «О присвоении звания Героя Советского Союза генералам, офицерскому, сержантскому и рядовому составу Красной Армии» от 15 января 1944 года за «образцовое выполнение боевых заданий командования по форсированию реки Днепр и проявленные при этом мужество и героизм» сержанту Терещенко Спиридону Васильевичу посмертно присвоено звание Героя Советского Союза.
Награждён орденом Ленина.
Память
Именем Героя названа улица в посёлке Усть-Уда. Его имя — на мемориале в Иркутске.